# Brit Awards de 1992
O Brit Awards de 1992 foi a 12ª edição do maior prêmio anual de música pop do Reino Unido. Eles são administrados pela British Phonographic Industry e ocorreram em 12 de fevereiro de 1992 no Hammersmith Apollo em Londres.

## Performances
- Beverley Craven – "Promise Me"
- Extreme – "More Than Words"
- The KLF vs Extreme Noise Terror – "3 a.m. Eternal"
- Lisa Stansfield – "All Woman"
- P.M. Dawn – "Set Adrift on Memory Bliss"
- Seal – "Crazy"
- Simply Red – "Stars"

## Vencedores e nomeados
| Álbum Britânico do Ano | Produtor Britânico do Ano |
| --- | --- |
| - Seal – Seal - Beverley Craven – Beverley Craven - The KLF – The White Room - Massive Attack – Blue Lines - Simply Red – Stars | - Trevor Horn - David A. Stewart - Johnny Marr - Mark Knopfler - Stock Aitken Waterman - Youth |
| Single Britânico do Ano | Vídeo Britânico do Ano |
| - Queen – "These Are the Days of Our Lives" - Gareth Hale & Norman Pace – "The Stonk" - Iron Maiden – "Bring Your Daughter... to the Slaughter" - Jason Donovan – "Any Dream Will Do" - The KLF – "3 a.m. Eternal" - Vic Reeves & The Wonder Stuff – "Dizzy" | - Seal – "Killer" - Airhead – "Funny How" - Billy Bragg – "Sexuality" - Erasure – "Love to Hate You" - The KLF – "Last Train to Trancentral" - Lisa Stansfield – "Change" - Midge Ure – "Cold, Cold Heart" - Shakespears Sister – "Goodbye Cruel World" - Simply Red – "Stars" - The Wonder Stuff – "The Size of a Cow" |
| Artista Solo Masculino Britânico | Artista Solo Feminina Britânica |
| - Seal - Elton John - George Michael - Kenny Thomas - Phil Collins - Van Morrison | - Lisa Stansfield - Annie Lennox - Beverley Craven - Cathy Dennis - Zoë |
| Grupo Britânico | Melhor Revelação Britânica |
| - The KLF & Simply Red - Dire Straits - James - Pet Shop Boys - Queen | - Beverley Craven - Cathy Dennis - EMF - Kenny Thomas - Seal |
| Contribuição Excepcional para a Música | Artista Solo Internacional |
| - Freddie Mercury | - Prince - Bryan Adams - Enya - Madonna - Michael Bolton |
| Grupo Internacional | Melhor Revelação Internacional |
| - R.E.M. - Extreme - Guns N' Roses - INXS - U2 | - P.M. Dawn - Chris Isaak - Color Me Badd - Extreme - Harry Connick Jr. - Jellyfish |
| Gravação Clássica | Melhor Gravação de Trilha Sonora |
| - Georg Solti - Osmo Vänskä - Jane Glover - John Eliot Gardiner - Leonard Bernstein | - The Doors - The Commitments - Five Guys Named Moe - Inspector Morse - Robin Hood: Prince of Thieves |